# Lista de jogos mais vendidos para GameCube

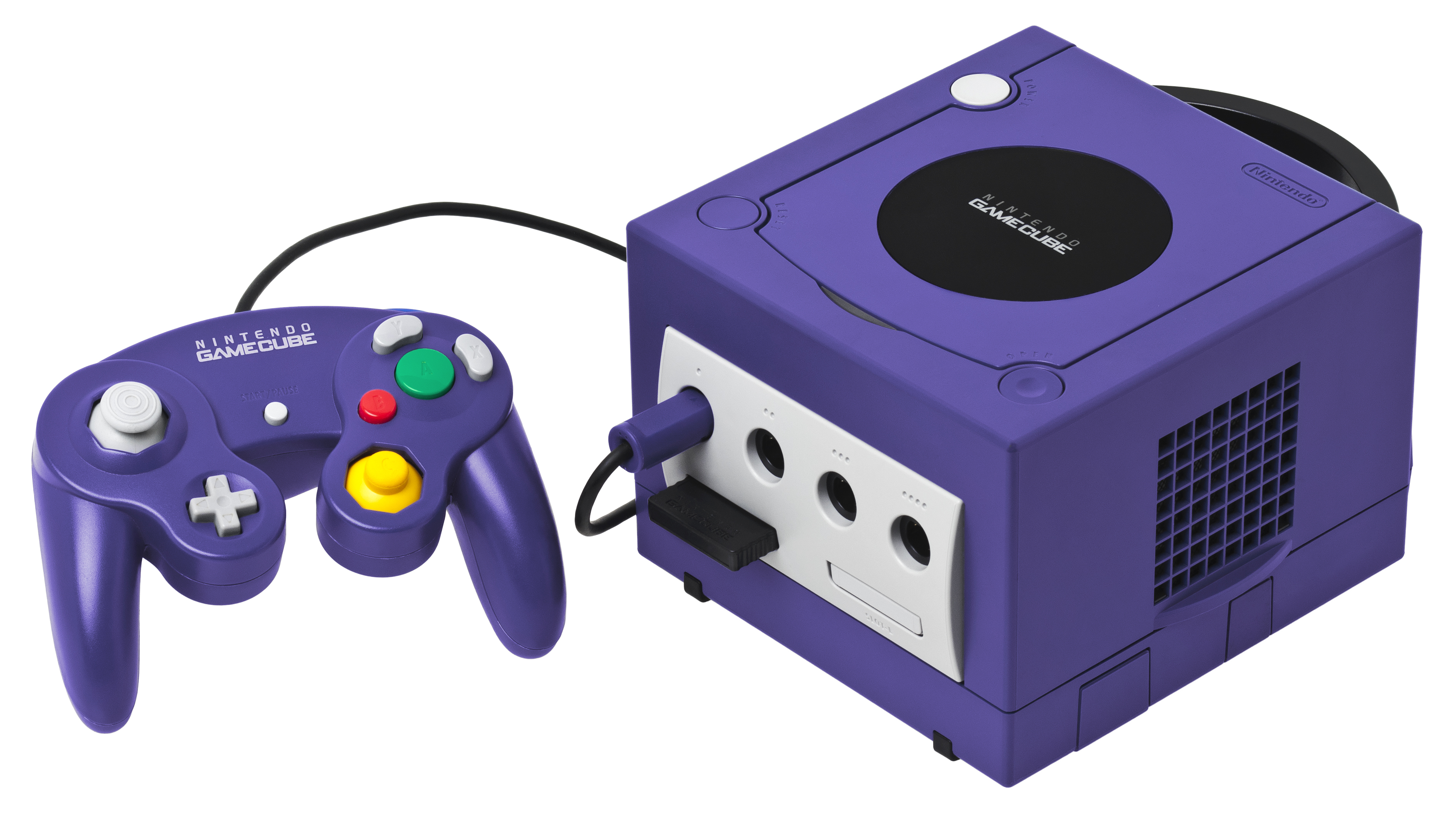
O GameCube juntamente com seu controle

Está é uma lista dos jogos eletrônicos lançados para o console GameCube que venderam 1 milhão de cópias ou mais.

## Lista
| Pos. | Título                                 | Ano  | Vendas                                                                                 |
| ---- | -------------------------------------- | ---- | -------------------------------------------------------------------------------------- |
| 1    | Super Smash Bros. Melee                | 2001 | 7.09 milhões                                                                           |
| 2    | Mario Kart: Double Dash‼               | 2003 | 7 milhões                                                                              |
| 3    | Super Mario Sunshine                   | 2002 | 6.31 milhões                                                                           |
| 4    | Luigi's Mansion                        | 2001 | 3.6 milhões: 2.19 milhões nos Estados Unidos, 348.918 no Japão, 100.000 no Reino Unido |
| 5    | Animal Crossing                        | 2001 | 3.15 milhões: 1.9 milhões nos Estados Unidos, 641.300 no Japão                         |
| 6    | The Legend of Zelda: The Wind Waker    | 2002 | 3.07 milhões                                                                           |
| 7    | Metroid Prime                          | 2002 | 2.82 milhões                                                                           |
| 8    | Sonic Adventure 2 Battle               | 2002 | 2.56 milhões: 1.44 milhão [US], 192.186 no Japão, 100.000 no Reino Unido               |
| 9    | Paper Mario: The Thousand-Year Door    | 2004 | 2.25 milhão: 1.48 milhão nos Estados Unidos, 409.600 no Japão                          |
| 10   | Mario Party 4                          | 2002 | 2.21 milhões: 1.1 milhão nos Estados Unidos, 902.827 no Japão                          |
| 11   | Sonic Mega Collection                  | 2002 | 2.05 milhões: 1.38 milhão nos Estados Unidos, 72.967 no Japão                          |
| 12   | Mario Party 5                          | 2003 | 2 milhões: 807.331 nos Estados Unidos, 697.462 no Japão                                |
| 13   | Star Fox Adventures                    | 2002 | 1.87 milhão: 870.000 nos Estados Unidos, 259.069 no Japão                              |
| 14   | Mario Party 7                          | 2005 | 1.86 milhão                                                                            |
| 15   | Pokémon Colosseum                      | 2003 | 1.81 milhão: 1.15 milhão nos Estados Unidos, 656.270 no Japão                          |
| 16   | Mario Party 6                          | 2004 | 1.65 milhão                                                                            |
| 16   | Super Mario Strikers                   | 2005 | 1.61 milhão                                                                            |
| 17   | Resident Evil 4                        | 2005 | 1.6 milhão                                                                             |
| 18   | Sonic Heroes                           | 2004 | 1.60 milhão                                                                            |
| 19   | Kirby Air Ride                         | 2003 | 1.60 milhão: 750.000 nos Estados Unidos, 422.311 no Japão                              |
| 20   | The Legend of Zelda: Twilight Princess | 2006 | 1.59 milhão                                                                            |
| 21   | Soulcalibur II                         | 2003 | 1.50 milhão: 1 milhão nos Estados Unidos, 99.256 no Japão                              |
| 22   | F-Zero GX                              | 2003 | 1.50 milhão                                                                            |
| 23   | Bratz: Rock Angelz                     | 2005 | 1.4 milhão                                                                             |
| 24   | Resident Evil                          | 2002 | 1.35 milhão                                                                            |
| 25   | Final Fantasy Crystal Chronicles       | 2003 | 1.30 milhão                                                                            |
| 26   | Sonic Adventure DX                     | 2003 | 1.27 milhão                                                                            |
| 27   | Pokémon XD: Gale of Darkness           | 2005 | 1.25 milhão                                                                            |
| 28   | Resident Evil Zero                     | 2002 | 1.25 milhão                                                                            |
| 29   | Mario Golf: Toadstool Tour             | 2003 | 1.22 milhão: 1.03 milhão nos Estados Unidos, 192.802 no Japão                          |
| 30   | Shrek 2                                | 2004 | 1.2 milhão                                                                             |
| 31   | Pikmin                                 | 2001 | 1.19 milhão: 680.000 nos Estados Unidos, 507.011 no Japão                              |
| 32   | Star Fox: Assault                      | 2005 | 1.06 milhão                                                                            |

Até 2010, mais de 208,57 milhões de cópias de jogos para o GameCube foram vendidas.